# Święta (Połąga)
Święta (lit. Šventoji, łot. Sventāja) – dzielnica Połągi, nad Morzem Bałtyckim, u ujścia Świętej, włączona do miasta w 1973; letnisko.
Miasto hospodarskie lokowane w latach 1565–1566, położone było w Księstwie Żmudzkim.